# Gold (альбом)
Gold — двойной сборник Рода Стюарта, выпущенный звукозаписывающий компанией Mercury Records в 2005 году.

## Об альбоме
Gold (согласно рецензии на CD Universe) намного информативнее, чем The Best of Rod Stewart (1976) и The Mercury Anthology (1992); он, кроме того, впервые демонстрирует в полной мере то, каким искусным интерпретатором Стюарт был в 1969—1974 годах.
Материал компиляции по большей части набран из 5 альбомов или студийных сессий к ним: An Old Raincoat Won’t Ever Let You Down (1969, диск 1: треки 1−4), Gasoline Alley (1970, диск 1: треки 5−12), Every Picture Tells a Story (1971, диск 1: треки 13−16; диск 2: треки 1−4), Never a Dull Moment (1972, диск 2: треки 5−10), Smiler (1974, диск 2: треки 13−17). Композиции 18 и 19 на диске 2 («Missed You» и «You Put Something Better Inside Me») были записаны в ходе работы над Smiler, но не вошли в него и до этого издавались на сборнике Reason to Believe: The Complete Mercury Studio Recordings 2002 года. «Pinball Wizard» ранее фигурировал на сборнике 1973 года Sing It Again Rod, а «Oh No Not My Baby» в том же 1973 году был реализован в виде внеальбомного сингла.

## Список композиций
| №   | Название                                      | Автор(ы)                                        | Исходный релиз                                 | Длительность |
| --- | --------------------------------------------- | ----------------------------------------------- | ---------------------------------------------- | ------------ |
| 1.  | «Street Fighting Man»                         | Мик Джаггер, Кит Ричардс                        | An Old Raincoat Won’t Ever Let You Down (1969) | 5:06         |
| 2.  | «Man of Constant Sorrow»                      | Род Стюарт                                      | An Old Raincoat Won’t Ever Let You Down (1969) | 2:31         |
| 3.  | «An Old Raincoat Won’t Ever Let You Down»     | Род Стюарт                                      | An Old Raincoat Won’t Ever Let You Down (1969) | 3:04         |
| 4.  | «Handbags and Gladrags»                       | Майк Д’Або                                      | An Old Raincoat Won’t Ever Let You Down (1969) | 4:24         |
| 5.  | «Gasoline Alley»                              | Род Стюарт, Рон Вуд                             | Gasoline Alley (1970)                          | 4:02         |
| 6.  | «All Over Now»                                | Бобби Уомак, Ширли Вомак                        | Gasoline Alley (1970)                          | 6:21         |
| 7.  | «Only a Hobo»                                 | Боб Дилан                                       | Gasoline Alley (1970)                          | 4:16         |
| 8.  | «My Way of Giving»                            | Ронни Лейн, Стив Марриотт                       | Gasoline Alley (1970)                          | 3:57         |
| 9.  | «Country Comforts»                            | Элтон Джон, Берни Топин                         | Gasoline Alley (1970)                          | 4:43         |
| 10. | «Cut Across Shorty»                           | Уэйн П. Уокер, Мэриджон Уилкин                  | Gasoline Alley (1970)                          | 6:30         |
| 11. | «Jo’s Lament»                                 | Род Стюарт                                      | Gasoline Alley (1970)                          | 3:25         |
| 12. | «You’re My Girl (I Don’t Want to Discuss It)» | Дик Купер, Бет Битти, Эрни Шелби                | Gasoline Alley (1970)                          | 4:30         |
| 13. | «Maggie May»                                  | Мартин Квиттентон, Род Стюарт                   | Every Picture Tells a Story (1971)             | 5:46         |
| 14. | «Mandolin Wind»                               | Род Стюарт                                      | Every Picture Tells a Story (1971)             | 5:32         |
| 15. | «(I Know) I’m Losing You»                     | Норман Уитфилд, Эдвард Холланд, Корнелиус Грант | Every Picture Tells a Story (1971)             | 5:20         |
| 16. | «(Find a) Reason to Believe»                  | Тим Хардин                                      | Every Picture Tells a Story (1971)             | 4:09         |

| №   | Название                               | Автор(ы)                        | Исходный релиз                                                   | Длительность |
| --- | -------------------------------------- | ------------------------------- | ---------------------------------------------------------------- | ------------ |
| 1.  | «Every Picture Tells a Story»          | Род Стюарт, Рон Вуд             | Every Picture Tells a Story (1971)                               | 5:57         |
| 2.  | «Seems Like a Long Time»               | Теодор Андерсон                 | Every Picture Tells a Story (1971)                               | 4:00         |
| 3.  | «That’s All Right» / «Amazing Grace»   | Артур Крудап / народная песня   | Every Picture Tells a Story (1971)                               | 5:59         |
| 4.  | «Tomorrow Is a Long Time»              | Боб Дилан                       | Every Picture Tells a Story (1971)                               | 3:46         |
| 5.  | «True Blue»                            | Род Стюарт, Рон Вуд             | Never a Dull Moment (1972)                                       | 3:32         |
| 6.  | «Lost Paraguayos»                      | Род Стюарт, Рон Вуд             | Never a Dull Moment (1972)                                       | 3:57         |
| 7.  | «Angel»                                | Джими Хендрикс                  | Never a Dull Moment (1972)                                       | 4:04         |
| 8.  | «You Wear It Well»                     | Мартин Квиттентон, Род Стюарт   | Never a Dull Moment (1972)                                       | 4:22         |
| 9.  | «I’d Rather Go Blind»                  | Билли Фостер, Эллингтон Джордан | Never a Dull Moment (1972)                                       | 3:53         |
| 10. | «Twistin’ the Night Away»              | Сэм Кук                         | Never a Dull Moment (1972)                                       | 3:16         |
| 11. | «Pinball Wizard»                       | Пит Таунсенд                    | Sing It Again Rod (1973)                                         | 3:09         |
| 12. | «Oh No Not My Baby»                    | Джерри Гоффин, Кэрол Кинг       | внеальбомный сингл (1973)                                        | 3:38         |
| 13. | «Sweet Little Rock N’ Roller»          | Чак Берри                       | Smiler (1974)                                                    | 3:44         |
| 14. | «Mine for Me»                          | Линда Маккартни, Пол Маккартни  | Smiler (1974)                                                    | 4:01         |
| 15. | «Let Me Be Your Car»                   | Элтон Джон, Берни Топин         | Smiler (1974)                                                    | 4:58         |
| 16. | «Bring It On Home to Me / You Send Me» | Сэм Кук                         | Smiler (1974)                                                    | 3:59         |
| 17. | «Farewell»                             | Мартин Квиттентон, Род Стюарт   | Smiler (1974)                                                    | 4:34         |
| 18. | «Missed You»                           | Род Стюарт                      | Reason to Believe: The Complete Mercury Studio Recordings (2002) | 3:59         |
| 19. | «You Put Something Better Inside Me»   | Джерри Рафферти, Джо Эган       | Reason to Believe: The Complete Mercury Studio Recordings (2002) | 3:49         |

## Участники записи
Список составлен по сведениям базы данных Discogs.
Музыканты:
- Род Стюарт — вокал (все песни), акустическая гитара (диск 1: песни 5−16; диск 2: песни 1−4), гитара (диск 1: песня 2)
- Ронни Вуд — гитара (диск 1: все песни; диск 2: песни 1−4, 12—17), акустическая гитара (диск 1: песни 5−12; диск 2: песни 5−10), электрогитара (диск 2: песни 5−10), бас-гитара (диск 1: все песни; диск 2: песни 1−10, 12−17), педальная слайд-гитара (диск 1: песни 13−16; диск 2: песни 1−4)
- Мартин Квиттентон[англ.] — акустическая гитара (диск 1: все песни; диск 2: песни 1−10, 13−17)
- Мартин Пью[англ.] — гитара (диск 1: песни 1−4)
- Гордон Хантли[англ.] — стил-гитара (диск 2: песни 5−10)
- Рэй Джексон[англ.] — мандолина (диск 1: песни 13−16; диск 2: песни 1−4, 13−17)
- Дик Пауэлл — скрипка (диск 1: песни 5−16; диск 2: песни 1−10, 13−17)
- Пит Сирс — фортепиано (диск 1: песни 5−16; диск 2: песни 1−10, 13−17), бас-гитара (диск 2: песни 5−10)
- Иэн Маклэган — фортепиано (диск 1: песни 1−12; диск 2: песни 5−10, 12−17), орган (диск 1: все песни; диск 2: песни 1−10, 13−17)
- Майк Д’Або — фортепиано (диск 1: песня 4)
- Спайк Хитли[англ.] — контрабас (диск 2: песни 5−10, 13−17)
- Ронни Лейн — бас-гитара (диск 1: песни 5−12; диск 2: песни 5−10), бэк-вокал (диск 1: песня 8)
- Кенни Джонс — ударные (диск 1: песни 5−12; диск 2: песни 5−10, 12−17)
- Мики Уоллер — ударные (диск 1: все песни; диск 2: песни 1−10, 13−17)
- Нимой «Спиди» Аквайе — конги (диск 2: песни 5−10)
- Рэй Купер — перкуссия (диск 2: песни 13−17)
- Лонг Джон Болдри — бэк-вокал (диск 2: песня 2)

| - Мэдлин Белл — бэк-вокал (диск 2: песня 2) - Мэгги Белл — бэк-вокал (диск 2: песня 1) - Стэнли Мэтьюз — мандолина (диск 1: песни 5−12) - Деннис О’Флинн — скрипка (диск 1: песни 5−12) - Энди Пайл — бас-гитара (диск 1: песни 13−16; диск 2: песни 1−4) - Дэнни Томпсон — контрабас (диск 1: песни 13−16; диск 2: песни 1−4) - Сэм Митчелл — слайд-гитара (диск 1: песни 13−16; диск 2: песни 1−4) - Уильям Гафф — художественный свист (диск 1: песни 5−12) - Рик Греч — скрипка (диск 2: песни 13−17) - Лондонский симфонический оркестр и хор (диск 2: песня 11) - Дэвид Мишем — дирижёр - Ирен Чантер — бэк-вокал (диск 2: песни 13−17) - Дорин Чантер — бэк-вокал (диск 2: песни 13−17) - Руби Тернер — бэк-вокал (диск 2: песни 13−17) - The Memphis Horns — духовая секция (диск 2: песни 13−17) - Tropic Isles Steel Band — стальные барабаны - Элтон Джон — фортепиано (диск 2: песня 15), вокал (диск 2: песня 15) - Энди Ньюмарк — ударные (диск 2: песня 15) - Вилли Уикс — бас-гитара (диск 2: песня 15) | Технический персонал: - Лу Рейзнер — музыкальный продюсер (диск 1: песни 1−12; диск 2: песня 11) - Род Стюарт — музыкальный продюсер (диск 1: песни 5−16; диск 2: песни 1−10, 12−17) - Билл Левенсон — продюсер компиляции - Алан О’Даффи — звукоинженер (диск 1: песни 1−4) - Майк Бобак — звукоинженер (диск 1: песни 5−16; диск 2: песни 1−10, 13−17), ассистент звукоинженера (диск 2: песня 11) - Глин Джонс — звукоинженер (диск 2: песня 5) - Кит Грант — звукоинженер (диск 2: песня 11) - Боб Поттер — ассистент звукоинженера (диск 2: песня 11) - Антон Мэтьюз — ассистент звукоинженера (диск 2: песня 11) - Суха Гур — мастеринг-инженер - Эмили Коган — менеджер проекта - Дэвид Гар (фотоагентство Retna) — фотограф - Майкл Путланд (фотоагентство Retna) — фотограф - Дэвид Эллис (фотоагентство Retna) — фотограф - Гарри Кларк (фотоагентство Retna) — фотограф - Джек Килби (фотоагентство Retna) — фотограф - Иэн Диксон (фотоагентство Retna) — фотограф |